# United States Air Force Plant 42

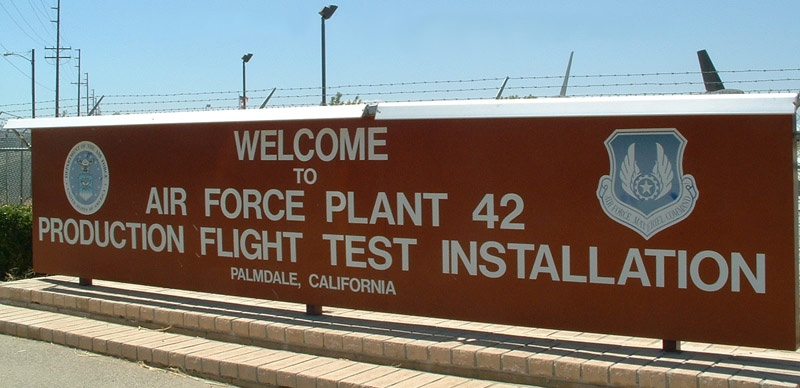
Välkomstskylten till Air Force Plant 42.

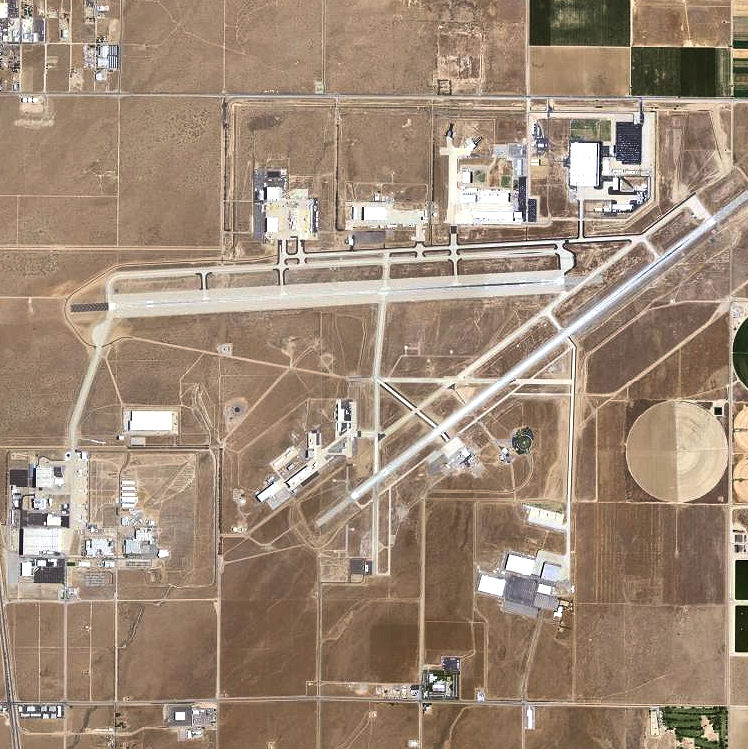
Satellitbild över Air Force Plant 42 år 2006.

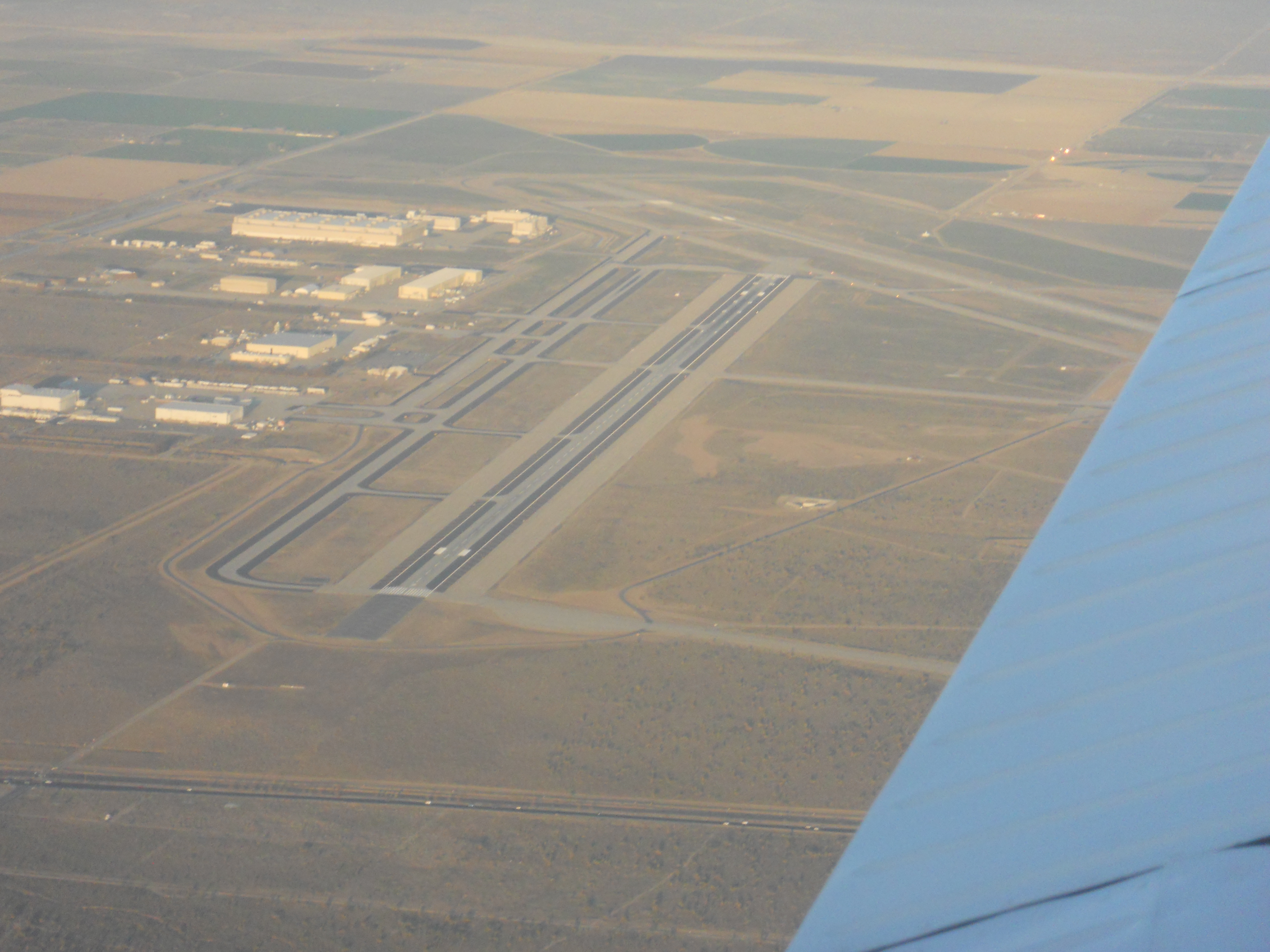
Landningsbanorna 7/25 (den stora) och den andra 7/252 (vänster om den stora). De två närmsta stora byggnaderna tillhör Boeing; den stora enskilda Lockheed Martin (Lockheed har dock betydligt större anläggning på en annan del av området) och resten av de stora byggnaderna tillhör Northrop Grumman. Bilden togs år 2010.

United States Air Force Plant 42 är ett sekretessbelagt federalt område som ligger mellan städerna Lancaster och Palmdale i Los Angeles County i Kalifornien i USA. Området används i huvudsak till att utveckla och tillverka stridsflygplan och farkoster för rymdfart. På Plant 42 återfinns det anläggningar tillhörande försvarsjättarna Boeing (Defense, Space & Security), Lockheed Martin (Aeronautics), Northrop Grumman (Aeronautics Systems) och den amerikanska rymdmyndigheten NASA samt ett museum. I direkt anslutning till Plant 42 ligger den regionala flygplatsen Palmdale Regional Airport, som USA:s flygvapen och de aktörer på området delar med staden Palmdale.
Området ägs av USA:s flygvapen och administreras av Air Force Materiel Command med säte på Wright-Patterson Air Force Base i Ohio. Säkerheten för området sköts av den närliggande militära flygplatsen Edwards Air Force Bases egna säkerhetsstyrkor.

## Historik
Området började omnämnas i officiell dokumentation med namnet CAA Intermediate #5 i och med andra världskriget och var listad som en landningsbana vid nödsituationer för US Army Air Corps. Efter andra världskriget ansåg US Army Air Corps att landningsbanan var överflödig och sålde den till Los Angeles County med syftet att countyt skulle använda den som en regional flygplats. 1950 bröt Koreakriget ut och USA:s flygvapen tvingades att köpa tillbaka flygplatsen, den här gången i syfte att utveckla och tillverka stridsflygplan. På 1960-talet meddelade stadsmyndigheten Los Angeles Department of Airports (LADA) att man hade avsikt att uppföra en ny storflygplats, som skulle vara fem gånger större än Los Angeles International Airport (LAX), i Palmdale. Den skulle vara USA:s näst största efter Dallas-Fort Worth Airport i Texas. Stadsmyndigheten köpte upp 72 kvadratkilometer (km2) stort område av Plant 42, mest i de centrala och västra delarna av området. Flygplatsen skulle hjälpa till att reducera passagerarantalen på de andra flygplatserna i Los Angeles County så som Burbank Airport och Van Nuys Airport. 1971 uppförde LADA en flygplatsterminal. Totalkostnaden låg 1988 på mer än 100 miljoner amerikanska dollar, både köpeskilling och årlig underhåll. Uppförandet av storflygplatsen blev dock aldrig av för att USA:s flygvapen krävde att en klausul skulle ingå, när de motvilligt sålde marken till LADA, om att uppförande av den tilltänkta storflygplatsen kunde bara ske om kommersiell passagerarflygtrafik skulle vara högre än flygplatsens flygplatskapacitet. Flygvapnet och de involverade försvarsaktörerna på Plant 42 använde flygplatsens landningsbanor till bara 25% av flygplatsens kapacitet, därav kunde inte målet uppnås. Kravet på klausulen var endast för att flygvapnet inte ville ha en sån stor flygplats så nära inpå sekretessbelagd försvarsutveckling. På slutet av 1980-talet anklagade LADA flygvapnet om att de medvetet reducerat sina flygningar och lagt dessa på dagtid och när den typiska amerikanska arbetstiden (09:00–17:00) varar för att omöjliggöra att flygningar för pendlare kunde fortsättas från flygplatsen.

## Flygplan
Ett urval av flygplan som har officiellt utvecklats/utvecklas på området:
|  | Namn                                                     | Tillverkare                                                  |
|  | -------------------------------------------------------- | ------------------------------------------------------------ |
|  | Boeing B-52 Stratofortress                               | Boeing                                                       |
|  | Lockheed U-2                                             | Lockheed Corporation                                         |
|  | Lockheed Martin F-22 Raptor                              | Lockheed Martin Aeronautics Boeing Defense, Space & Security |
|  | Lockheed Martin F-35 Lightning II                        | Lockheed Martin Aeronautics                                  |
|  | Lockheed Martin RQ-170 Sentinel                          | Lockheed Martin Aeronautics                                  |
|  | Northrop Grumman B-2 Spirit                              | Northrop Corporation Northrop Grumman                        |
|  | Northrop Grumman B-21 Raider                             | Northrop Grumman                                             |
|  | Northrop Grumman MQ-4C Triton                            | Northrop Grumman                                             |
|  | Northrop Grumman RQ-4 Global Hawk                        | Northrop Grumman                                             |
|  | Northrop Grumman X-47B                                   | Northrop Grumman                                             |
|  | Stratospheric Observatory for Infrared Astronomy (SOFIA) | Deutsches Zentrum für Luft- und Raumfahrt NASA               |